# Sayatón
Sayatón ist ein zentralspanischer Ort und eine Gemeinde (municipio) mit nur noch 69 Einwohnern (Stand: 2024) in der Provinz Guadalajara in der Autonomen Region Kastilien-La Mancha.  Die Gemeinde gehört zur dünnbesiedelten Region der Serranía Celtibérica.

## Lage und Klima
Der knapp 670 m hoch gelegene Ort Sayatón liegt im Zentrum der Landschaft der Alcarria ca. 300 m nördlich einer Flussschleife des Tajo im Norden des Südteils der Iberischen Hochebene (meseta). Guadalajara, die Provinzhauptstadt, ist gut 63 km (Fahrtstrecke) in nordwestlicher Richtung entfernt; der sehenswerte Ort Pastrana ist nur etwa 40 km entfernt. Das Klima im Winter ist gemäßigt, im Sommer dagegen warm bis heiß; die eher geringen Niederschlagsmengen (ca. 425 mm/Jahr) fallen – mit Ausnahme der nahezu regenlosen Sommermonate – verteilt übers ganze Jahr.

## Bevölkerungsentwicklung
| Jahr      | 1857 | 1900 | 1950 | 2000 | 2019 |
| Einwohner | 411  | 480  | 798  | 150  | 78   |

Infolge der Mechanisierung der Landwirtschaft, der Aufgabe bäuerlicher Kleinbetriebe und des daraus resultierenden Verlusts von Arbeitsplätzen ist die Einwohnerzahl der Gemeinde seit der Mitte des 20. Jahrhunderts deutlich zurückgegangen (Landflucht).

## Wirtschaft
Die Menschen früherer Jahrhunderte lebten hauptsächlich als Selbstversorger vom Ackerbau und von der Viehwirtschaft, deren haltbare Produkte (Käse, Wurst, Tierhäute und Wolle) bei fahrenden Händlern getauscht oder verkauft werden konnten.

## Geschichte
Kelten, Römer, Westgoten und selbst die Mauren hinterließen keine verwertbaren Spuren auf dem Gemeindegebiet. In der zweiten Hälfte des 11. Jahrhunderts wurden letztere durch die Armee König Alfons VI. von León wieder aus der Region vertrieben (reconquista); anschließend begann die Phase der Wiederbesiedlung (repoblación) durch Christen aus vielen Teilen der Iberischen Halbinsel. Eine schriftliche Erwähnung des Ortsnamens aus dem Mittelalter ist nicht bekannt und so geht man von einer Entstehung im 14./15. Jahrhundert aus. Im Jahr 1539 erwarb Doña Ana de la Cerda, die Großmutter der Prinzessin von Eboli († 1592) den Ort und sein Umland; diese blieben unter der Grundherrschaft (señorio) des Herzogtums von El Infantado und damit des Hauses Mendoza (siehe Wappen) bis zum Beginn des 19. Jahrhunderts.

## Sehenswürdigkeiten

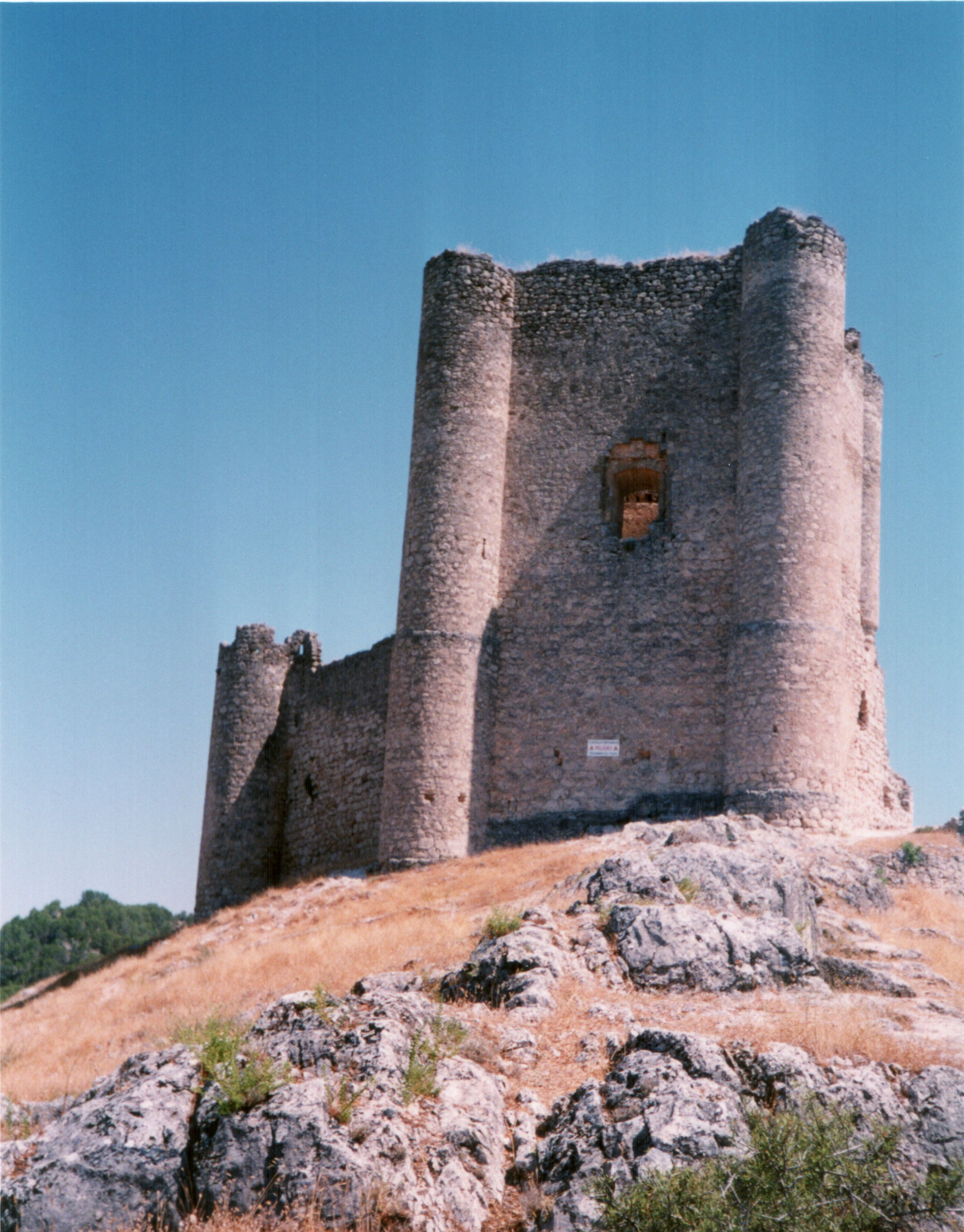
Castillo de Anguix

- Die aus Bruchsteinen gemauerte Iglesia de San Pedro ad Vincula entstand im 16./17. Jahrhundert; lediglich das Obergeschoss des Glockenturmes (campanario) zeigt eine Mischung von Bruch- und Ziegelsteinlagen und somit eine Anlehnung an die Mudejar-Bauweise. Das Innere der Kirche ist einschiffig, hat aber ein Querhaus und eine Vierungskuppel.
- Am Ortsrand steht die Ermita de San Roque aus dem 17. Jahrhundert.
- Am anderen Ende des Ortes steht eine neu errichtete Gerichtssäule (rollo).

Umgebung
- Ca. 15 km (Luftlinie) bzw. 40 km (Fahrtstrecke) nordöstlich von Sayatón befinden sich die Ruinen des oberhalb des Tajo gelegenen und schon im 11. Jahrhundert bekannten Castillo de Anguix. Íñigo López de Mendoza y Quiñones, Markgraf (marqués) von Mondéjar und Graf (conde) von Tendilla, kam im Jahr 1484 in den Besitz der alten Burg und ließ sie Ende des 15. Jahrhunderts neu erbauen. Im Rahmen des Spanischen Erbfolgekrieges (1701–1714) wurde sie schwer beschädigt.